# 日本とボツワナの関係
日本とボツワナの関係（にほんとボツワナのかんけい、英語: Botswana–Japan relations）は、日本とボツワナとの間の二国間関係を指す。
両国は、2016年8月に開催された両国の外交関係樹立50周年を記念するレセプションの席で尾西雅博駐ボツワナ大使（当時）が「同じ基本的価値観、すなわち民主主義、法の支配、人権の尊重を共有する」と述べた通り、極めて友好的な二国間関係である。
ボツワナは独立以来一貫して複数政党制を維持している民主主義国で、穏健な親欧米外交を基調としている。日本もボツワナと同じく親米の民主主義国であり、かつ両国の間でこれと言った係争事案もないため、1966年9月の国交樹立以来、一度も国交が途絶えることなく現在に至っている。

## 両国の比較
|             | ボツワナ                    | 日本                            | 両国の差                  |
| ----------- | --------------------------- | ------------------------------- | ------------------------- |
| 人口        | 203万人（2013年）           | 1億2711万人（2015年）           | 日本はボツワナの約62.6倍  |
| 国土面積    | 56万7000 km²                | 37万7972 km²                    | ボツワナは日本の約1.5倍   |
| 首都        | ハボローネ                  | 東京                            |                           |
| 最大都市    | ハボローネ                  | 東京                            |                           |
| 政体        | 議院内閣制                  | 議院内閣制                      |                           |
| 公用語      | 英語、ツワナ語              | 日本語（事実上）                |                           |
| 国教        | なし                        | なし                            |                           |
| GDP（名目） | 130億9100万米ドル（2015年） | 4兆1162億4200万米ドル（2015年） | 日本はボツワナの約314.4倍 |
| 防衛費      | N/A                         | 409億米ドル（2015年）           |                           |

## 略史
1966年9月30日、それまで80年以上にわたってイギリスの植民地であったベチュアナランド保護領がボツワナ共和国として独立。日本は直ちに独立を承認し、ボツワナと国交を結んだ。同年に開催された独立式典には、特派大使として宮崎章が参列した。
1989年2月24日、前月の昭和天皇崩御に伴って東京で大喪の礼が執り行われた。ボツワナからは、チエペ外務大臣とレセテディ儀典担当官が参列した。翌1990年の明仁天皇の即位の礼には、マシーレ大統領夫妻とチエペ外務大臣が参列した。
1997年6月から2008年6月まで、駐南アフリカ大使が兼轄する形で駐ボツワナ大使を務めていた。1997年8月、東京に駐日ボツワナ大使館が開設され、1999年4月、テバペ初代駐日特命全権大使が着任。2008年1月、ボツワナの首都ハボローネに駐ボツワナ日本国大使館が開設され、同年6月、三井物産出身の松山良一が民間登用される形で初代駐ボツワナ特命全権大使として着任。
2011年3月24日、同月に発生した東日本大震災を受けて、ボツワナ政府が拠出した義捐金100万プラ（約1200万円）の寄付の申し出およびイアン・カーマ大統領から菅直人内閣総理大臣へのお見舞い書簡の受け渡しがあった。
2016年8月3日の夜、ハボローネ市内にあるイベントホールで「日・ボツワナ外交関係樹立50周年記念レセプション」が開催され、ボツワナの政府要人や各国大使、企業関係者、報道関係者、在留邦人など200名以上が参加した。

## 経済関係
1967年にダイヤモンド鉱山が発見されてからのボツワナではダイヤモンドが主要産業となっており、その採掘に当たっては油圧ショベルなどの鉱山機械が必要とされる。日本最大手で、世界でもキャタピラー社に次ぐ第2位を占める建設機械・鉱山機械メーカーの小松製作所（以下、コマツ）は、ボツワナに鉱山機械を提供している会社のうちの一つである。コマツは、南アフリカ共和国のヨハネスブルグ都市圏イサンドにアフリカ統轄本部としてコマツアフリカホールディングス（KAfH、旧・コマツ南アフリカ [KSA]）を構えており、ボツワナには首都ハボローネ、第2の都市フランシスタウン、オラパ（世界最大のダイヤモンド鉱山オラパ鉱山がある）、ジュワネング（ジュワネング鉱山がある）の4ヶ所に支社を置いている。
2013年2月26日、ボツワナは同国における地上デジタルテレビ放送方式の規格として日本方式（ISDB-T方式）を採用することを正式発表、日本以外の国としては13番目、アフリカでは初の採用国となった。

## 要人往来
1994年1月、東祥三外務政務次官が日本の外交関係者として初めてボツワナを訪問。2007年11月、甘利明経済産業大臣がボツワナを訪問し、日本の現役閣僚および経産相（通産省時代も含む）として初の訪問例となった。2009年3月、TICAD閣僚級フォローアップ会合に参加するため福田康夫前内閣総理大臣（当時は麻生内閣）、中曽根弘文外務大臣、御法川信英外務大臣政務官がボツワナを訪問した。これは、日本の首相経験者と現役の外相が訪問した初めての例である。尚、これまでに日本の現役首相と皇族がボツワナを訪問した例はない。
ボツワナから日本への要人の訪問は非常に活発で、マシーレ大統領が在職中に3回（1990年11月、1992年3月、1993年10月）、辞任後に元大統領として1回（1998年10月）訪日しており、イアン・カーマ大統領が在職中に2回（2010年10月、2013年6月）、大統領就任前に副大統領として1回（2005年6月）訪日している。また、最も訪日した回数の多いボツワナの閣僚はチエペ外務大臣で、昭和天皇の大喪の礼と明仁天皇の即位の式を含めて、合計8回ほど日本を公式訪問している。

## 外交使節

### 駐日ボツワナ大使
- （臨時代理大使）モトファーリー・コーリー・ジェームス・マッスィースィー（1997～1999年）

1. オテン・ジェナモ・テバペ（1999～2005年、信任状捧呈は4月22日[21]）
2. オスカー・ナレディ・モツワハエ（2005～2010年、信任状捧呈は10月7日[22]）
  - （臨時代理大使）タボカ・マタラバピリ（2010年）
3. プラエンテ・トゥメディソ・ケノシ（2010～2012年[23]、信任状捧呈は11月30日[24]）
  - （臨時代理大使）プレ・ンポツウエ（2012年）
4. ジェイコブ・ディッキー・ンカテ（2012～2016年、信任状捧呈は2013年2月15日[25]）
  - （臨時代理大使）セジョ・モンツォ（2016～2017年）
5. ンコロイ・ンコロイ（2017～2021年、信任状捧呈は7月13日[26]）
  - （臨時代理大使）ペメロ・テレケロ（2021年）
6. ホツィレエネ・モラケ少将（2021年～、信任状捧呈は9月27日[27]）